# 奧澤里亞尼 (特盧馬奇區)
48°48′8″N 25°6′33″E / 48.80222°N 25.10917°E

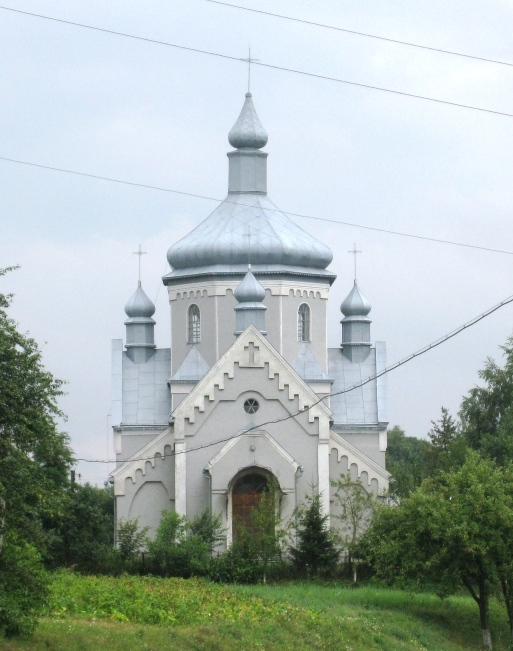

奧澤里亞尼（烏克蘭語：Озеряни），是烏克蘭西部的村莊，隸屬伊萬諾-弗蘭科夫斯克州的伊萬諾-弗蘭科夫斯克區。該村始建於1441年，面積14.9平方公里，2019年人口538，人口密度每平方公里42人。